# 松采達里夫卡
49°56′33″N 35°21′26″E / 49.94250°N 35.35722°E
松采達里夫卡（烏克蘭語：Сонцедарівка）是位於烏克蘭東部的村莊，由哈爾科夫州博霍杜希夫區的克拉斯諾庫特斯克市鎮負責管轄。該村始建於1750年，面積0.3平方公里，海拔高度182米，2001年人口216，人口密度每平方公里712.9人。